# Slum (film)
|  | Denne artikel er oprettet af botten PalnaBot ud fra en ekstern database. Den kan derfor have sproglige fejl eller mangler. Denne skabelon kan fjernes efter kontrol af indholdet. |

Slum er en film instrueret af Jørgen Roos efter manuskript af samme.

## Handling
Vesterbro voksede op på 30 år i et forrygende spekulationsbyggeri. Det blev Danmarks største saneringsproblem, hvor mennesker boede - og bor - i overbefolkede lejligheder under meget dårlige forhold. Filmens regnes for at være et af dansk kortfilms sociale hovedværker.